# Angus Armstrong
Angus Armstrong (né le 17 mars 1997) est un athlète australien, spécialiste du saut à la perche.

## Biographie
Le 6 janvier 2018, il établit à Sydney un record personnel de 5,52 m.
Le 25 juin 2019, il remporte la médaille d’or des Championnats d’Océanie à Townsville en battant le record des championnats.